# José González Ganoza
José González Ganoza (Lima, 1954. július 10. – Callao, 1987. december 8.) válogatott perui labdarúgó, kapus. Unokaöccse Paolo Guerrero válogatott labdarúgó.

## Pályafutása

### Klubcsapatban
1974 és 1987 között az Alianza Lima labdarúgója volt. Az Alianzával három bajnoki címet szerzett. Az Alianza kapusaként légi katasztrófa áldozata lett a csapat több tagjával együtt.

### A válogatottban
1981 és 1987 között 20 alkalommal szerepelt a perui válogatottban. Részt vett az 1982-es spanyolországi világbajnokságon.

## Sikerei, díjai
Alianza Lima
- Perui bajnokság
  - bajnok (3): 1975, 1977, 1978